# Davy Crockett (dispositivo nuclear)
El M-28 o Sistema de Armas M-29 Davy Crockett era un arma nuclear táctica, compuesta por un cañón sin retroceso que disparaba el proyectil nuclear M388 que contenía una ojiva nuclear W54 y que fue desplegada por los Estados Unidos durante la Guerra Fría. Fue el primer y, en aquel entonces, más importante proyecto asignado al Arsenal de Rock Island. Fue uno de los sistemas de armas nucleares más pequeños jamás construido, con una potencia de 84 GJ. Fue llamado así por el soldado, congresista y héroe popular estadounidense Davy Crockett.

## Desarrollo

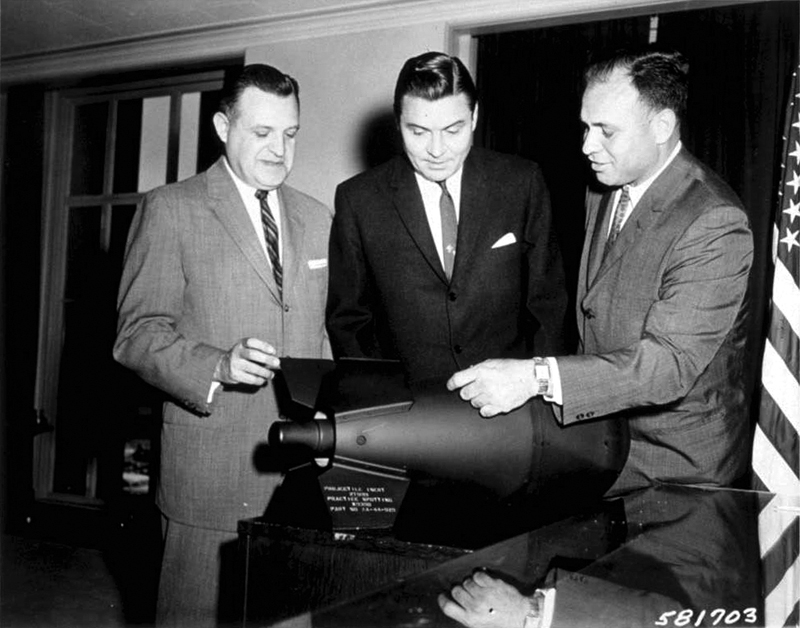
Funcionarios estadounidenses observan una ojiva nuclear W54, como la empleada en el Davy Crockett. Nótese el tamaño inusualmente pequeño de la ojiva.

El cañón de espiga sin retroceso Davy Crockett fue desarrollado a fines de la década de 1950 para emplearse contra soldados y tanques soviéticos y norcoreanos en caso de que estalle la guerra en Europa o la península de Corea. Secciones equipadas con el Davy Crockett fueron asignadas a los batallones blindados, de infantería mecanizada y de infantería del Ejército de los Estados Unidos en Europa y el Octavo Ejército. Durante las alarmas en la frontera interalemana, especialmente en la Brecha de Fulda, los Davy Crockett acompañaban a sus batallones. Todos los batallones del V Cuerpo (incluyendo a la 3ª División Blindada) tenían posiciones preasignadas en la Brecha de Fulda. Estas eran conocidas como posiciones PGD (Plan General de Defensa). Las secciones equipadas con Davy Crockett estaban incluidas en estos planes de despliegue defensivo. Además de los Davy Crockett (como los asignados a la 3ª División Blindada), el V Cuerpo tenía proyectiles de artillería nuclear y minas atómicas de demolición, que también estaban apuntando a la Brecha de Fulda. En la península de Corea, las unidades equipadas con el Davy Crockett planearon emplearlo principalmente en los pasos de montaña por donde pasarían tanques, creando mortales zonas temporalmente radioactivas bloqueadas por tanques y otros vehículos destruidos.
El proyectil M-388 empleaba una versión de la ojiva nuclear Mk-54, un arma nuclear de fisión muy pequeña con una potencia menor a un kilotón. La Mk-54 pesaba alrededor de 23 kg, con una potencia situada entre 10 y 20 toneladas de TNT - muy cercana al tamaño mínimo eficaz y a la potencia de un arma de fisión. La única característica seleccionable en ambas versiones del Davy Crockett (M28 y M29) era el dial de altitud de la explosión en la ojiva. Las versiones post-Davy Crockett de la ojiva nuclear W54 aparentemente tenían un selector de potencia (véase los enlaces externos sobre el interruptor Hi/Lo y el Pistón de Lanzamiento). El proyectil completa pesaba 34,5 kg. Tenía una longitud de 78,7 cm y un diámetro de 28 cm en su punto más ancho; para dispararlo, un pistón subcalibre en la parte posterior del proyectil era insertado en el cañón del lanzador. El "pistón" era considerado una espiga antes de la detonación del cartucho propulsor en la recámara del cañón sin retroceso del Davy Crockett. El proyectil atómico M-388 estaba montado sobre la espiga insertada en el cañón mediante ranuras de bayoneta. Una vez detonado el propulsor, la espiga se volvía el pistón de lanzamiento para el proyectil atóminco M-388. Su potencia nuclear es insinuada en FM 9-11: Operation and Employment of the Davy Crockett Battlefield Missile, XM-28/29 (June 1963).
El M-388 podía ser disparado desde dos cañones sin retroceso llamados Sistema de Armas Davy Crockett: el M28 de 120 mm, con un alcance de unos 2 km, o el M29 de 155 mm, con un alcance de 4 km. Ambas armas empleaban el mismo proyectil y podían montarse sobre un trípode transportado a bordo de un transporte blindado de personal, o de un Jeep (M-38 y M151 posteriormente). El Jeep estaba equipado con un afuste de pedestal para el M28 o el M29, mientras que el Davy Crocket de un transporte blindado de personal era montado sobre un trípode en el campo lejos del vehículo. Los Davy Crockett eran operados por tres hombres. En la década de 1960, en la 3ª División Blindada desplegada en Alemania, muchas secciones de Davy Crockett (todas ellas en los Pelotones de Morteros Pesados, las compañías de infantería del Cuartel General o los Batallones Blindados de Maniobra) fueron equipadas con una mezcla de cañones M28 y M29 (por ejemplo, uno de cada tipo por sección). Finalmente, los M28 fueron reemplazados por los M29, por lo cual tanto los Jeep como los transportes blindados de personal estuvieron armados con estos.

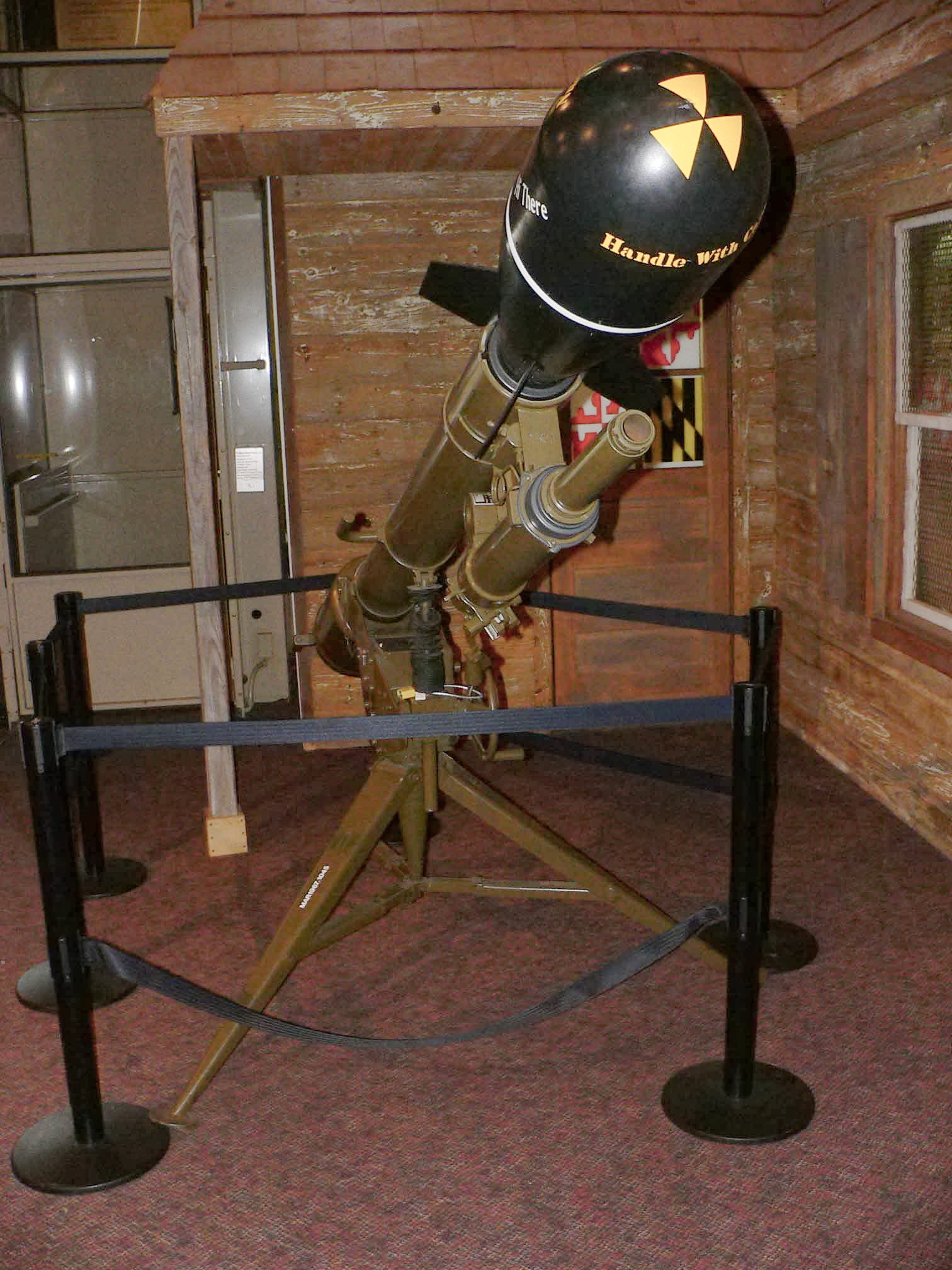
El Davy Crockett del Museo de Artillería del Ejército de los Estados Unidos.

Ambos cañones sin retroceso demostraron tener una pobre precisión durante las pruebas, por lo que el mayor efecto del proyectil hubiese sido su peligrosa radiación. El M-388 puede producir casi al instante una dosis letal de radiación (muy por encima de 10.000 rem, 100 Sv) en un radio de 150 m, y una dosis probablemente fatal (unos 600 rem, 6 Sv) en un radio de 400 m. El proyectil nuclear no tenía modo de abortar la detonación; si era disparado, la ojiva detonaría.
La ojiva fue probada el 7 de julio de 1962 en la prueba nuclear Little Feller II, y nuevamente el 17 de julio, disparando un Davy Crockett desde 2,72 km en la prueba Little Feller I. Esta fue la última prueba atmosférica llevada a cabo en el Área de pruebas de Nevada.
La producción del Davy Crockett empezó en 1956, fabricándose un total de 2.100 unidades. El arma fue probada entre 1962 y 1968 en el Área de entrenamiento de Pohakuloa en la isla de Hawái, empleando 714 proyectiles de telemetría M101 (no los proyectiles nucleares) que contenían uranio empobrecido. El arma fue desplegada con unidades del Ejército estadounidense desde 1961 hasta 1971. En agosto de 1967 fue desactivada en el Ejército de los Estados Unidos en Europa (en Alemania Occidental).
Las versiones de la ojiva nuclear W54 también fueron empleadas en el proyecto de la Munición Atómica Especial de Demolición y en el AIM-26A Falcon.
Mk-54 (Davy Crockett) – proyectil nuclear con una potencia de 10 o 20 t de TNT
Mk-54 (SADM) – dispositivo nuclear con potencia variable desde 10 t hasta 1 kilotón, para la Munición Atómica Especial de Demolición
W-54 – ojiva nuclear con una potencia de 250 t de TNT, para el misil aire-aire AIM-26 Falcon
Las últimas unidades equipadas con el sistema de armas M-29 Davy Crockett fueron los pelotones de infantería 55.º y 56.º, agregados a la 82.ª División Aerotransportada. Estas dos unidades eran desplegadas mediante paracaídas y, con un camión de 1/2 tonelada por sección (3 por pelotón), eran completamente aerotransportables. Estas unidades fueron desactivadas a mediados de 1968.

## Propuesta de empleo por parte de Alemania Occidental
Uno de los más fervientes partidarios del Davy Crockett fue Franz Josef Strauss, Ministro de Defensa de Alemania Occidental a fines de la década de 1950 e inicios de la década de 1960. Strauss promovió la idea de equipar brigadas alemanas con el arma de origen estadounidense, argumentado que esto permitiría a las tropas alemanas ser un factor mucho más efectivo en la defensa de Alemania junto a la OTAN ante una potencial invasión soviética. Él argumentó que un solo Davy Crockett podía reemplazar las 40-50 andanadas de todo el parque artillero de una división - permitiendo que el dinero y las tropas normalmente empleados en artillería sean invertidos en más tropas, o no emplearlos del todo. Los comandantes estadounidenses de la OTAN se opusieron tenazmente a las ideas de Strauss, ya que estas habrían hecho casi obligatorio el uso de armas nucleares tácticas en caso de guerra, reduciendo aún más la capacidad de la OTAN de defenderse por cuenta propia sin recurrir a las armas atómicas.

## Ejemplares sobrevivientes
Los siguientes museos tienen un Davy Crockett desactivado en sus colecciones:
- Museo del Espacio y Misiles de la Fuerza Aérea, Base Aérea de Cabo Cañaveral, Florida.
- Museo Nacional de Ciencia e Historia Nuclear, Albuquerque, Nuevo México.
- Museo Nacional de Infantería, Fort Benning, Georgia.
- Museo de Artillería del Ejército de los Estados Unidos, Fort Lee, Virginia.
- Museo del Arsenal de Watervliet, Watervliet, Nueva York.
- Museo de West Point, West Point, Nueva York.
- Museo Nacional de Pruebas Atómicas, Las Vegas, Nevada.
- Museo Memorial Don F. Pratt, Fort Campbell, Clarksville, Tennessee.